# Ayub Musaev
Ayub Muratovitch Musaev (ros. Аюб Муратович Мусаев ;ur. 13 czerwca 2002) – belgijski zapaśnik walczący w stylu wolnym. Zajął dziesiąte miejsce na mistrzostwach świata w 2023. 
Dwunasty na mistrzostwach Europy w 2025. Dziewiąty w indywidualnym Pucharze Świata w 2020. Trzeci na ME U-23 w 2022. Drugi na ME juniorów w 2022; trzeci w 2021, a wśród kadetów w 2019 roku.